# Franciaország turizmusa
A turizmus egy nagyon fontos gazdasági szektor Franciaországban, a Turizmus Világszervezete szerint az 1990-es évek óta Franciaország az egyik legfontosabb turisztikai desztináció a világon (2017-ben 89 millió nemzetközi látogató). Bár csak a negyedik helyen végzett a hotelekben eltöltött éjszakák számában (137 millió éjszaka) Spanyolország, Olaszország és az Egyesült Királyság után.
Franciaország turisztikai vonzereje köszönhető a nagyszámú és sokszínű látnivalóknak, a változatos tájaknak, a gazdag gasztronómiai, történelmi, kulturális és művészeti  örökségnek. Szintén köszönhető a kellemes éghajlatnak, a jó közlekedési infrastruktúrának, illetve jól kiépített fogadó infrastruktúrának (hotelek, éttermek, témaparkok). Illetve a francia régiók turisztikai régiók is különféle látnivalókkal.
Egy 2019-ben publikált felmérés szerint a nemzetközi turisták nagy része az Egyesült Királyságból (14,6%), Németországból (13,7%), Belgiumból és Luxemburgból (13%) és körülbelül 7,5% Olaszországból, Svájcból és Spanyolországból érkezik.
A turizmusnak igen sok pozitív hatása van a gazdaságra, de igen erős a természetre és a környezetre kifejtett negatív hatása is (közlekedés, energia, hulladék stb.) A turisztikai ágazat bevétele 7 %-a  GDP-nek és 2 millió munkahelyet teremt (direkten és indirekt módon)

## Leglátogatottabb látnivalók Franciaországban
| Látnivaló/Létesítmény neve             | Elhelyezkedés           | Látogatók száma 2019 (ezer fő) | Látogatók száma 2021 / Covid (ezer fő) |
| -------------------------------------- | ----------------------- | ------------------------------ | -------------------------------------- |
| Disneyland Paris – vidámpark           | Chessy (Seine-et-Marne) | 9750                           | 3500                                   |
| Musée du Louvre – múzeum               | Párizs                  | 9600                           | 2800                                   |
| Versailles-i kastély                   | Versailles              | 8200                           | 2500                                   |
| Eiffel-torony                          | Párizs                  | 6140                           | 2058                                   |
| Pompidou központ                       | Párizs                  | 3300                           | 1500                                   |
| Orsay múzeum                           | Párizs                  | 3600                           | 1044                                   |
| La Villette – tudományos és ipari park | Párizs                  | 2206                           | 983                                    |
| Puy du Fou – történelmi játékpark      | Les Epesses (Vendée)    | 2308                           | 1300                                   |
| Carcassonne történelmi erődvárosa      | Carcassonne (Aude)      | 1800                           |                                        |
| Parc Astérix – vidámpark               | Plailly (Oise)          | 2300                           | 1300                                   |

## Turisztikai régiók Franciaországban
- Auvergne-Rhône-Alpes - Egy izgalmas, de talán kevésbé ismert régió, keleten az Alpok vonulata, nyugaton az Auvergne a vulkanikus kráterekkel, az Ardennek és a Drome, itt található Európa teteje, a Mont Blanc és Lyon, Franciaország egyik legnagyobb városa, a gasztronómia városának is nevezik.
- Bourgogne-Franche-Comté
- Bretagne
- Centre-Val de Loire
- Korzika (Corse)
- Grand-Est
- Guadeloupe
- Francia Guyana (Guyane)
- Hauts-de-France
- Île-de-France
- Martinique
- Mayotte
- Normandia (Normandie)
- Nouvelle-Aquitaine
- Loire-mente (Pays-de-la Loire)
- Okcitánia (Occitanie)
- Provence-Alpes-Côte d’Azure
- La Réunion